# Geremi
Geremi Sorele Njitap Fotso, noto come Geremi (Bafoussam, 20 dicembre 1978), è un ex calciatore camerunese, di ruolo centrocampista.
Ha militato in importanti club europei come Real Madrid, Middlesbrough, Chelsea e Newcastle United ed è una delle bandiere della nazionale del Camerun, con cui ha vinto due edizioni della Coppa d'Africa (2000 e 2002) e una medaglia d'oro alle Olimpiadi del 2000; vanta 119 presenze (con 13 gol segnati) con la maglia dei "leoni indomabili", figurando al secondo posto in ordine di apparizioni nella nazionale africana.

## Caratteristiche tecniche
Era un esterno destro di centrocampo ma poteva giocare anche da interno e da terzino destro. Forte fisicamente, era grintoso e pericoloso nei calci piazzati.

## Carriera

### Club

#### Inizi
Dopo alcuni anni in Camerun, nel 1997 fu prelevato dalla squadra paraguaiana del Cerro Porteño, e in quello stesso anno si trasferì poi al Gençlerbirliği dove in due anni gioca 57 partite con 9 gol.

#### Real Madrid
Nel 1999 fu acquistato dal Real Madrid dove resta 3 stagioni, disputando in totale 61 partite tra campionato e coppe, e segnando 1 gol nella Champions League 2001-2002, edizione poi vinta del Madrid, il secondo trionfo europeo per Geremi con le merengues dopo la Champions League 1999-2000.
Nel 2000 complici i trionfi con la Nazionale camerunese è stato inserito nella lista dei candidati al Pallone d'Oro non ricevendo però nessun voto. Lascia il Real Madrid con in bacheca anche la Liga 2001 e la Supercoppa di Spagna 2001.

#### Middlesbrough, Chelsea e Newcastle
Nell'estate 2002 passa in prestito al Middlesbrough, in Premier League spinto dalla voglia di giocare di più, qui disputa un'eccezionale stagione con 33 presenze e ben 7 gol.
Dopo la Confederations Cup 2003 disputata con il Camerun, dove i leoni arrivano sino in finale, Geremi passa al Chelsea di Claudio Ranieri che lo preleva dal Real Madrid per 6 milioni di sterline.
La prima stagione è ottima, segna 1 gol in 25 presenze in Premier League, giocando anche 10 presenze in Champions League dove il Chelsea arriva sino in semifinale battuto dal Monaco. Con l'arrivo di José Mourinho il camerunese ha perso il posto fisso nell'undici titolare, ma anche partendo dalla panchina ha sempre dato un importante contributo, con diversi gol decisivi per la squadra londinese. Al contempo dichiarò di essersi trovato meglio con l'allenatore portoghese.
Il 3 luglio 2007 passa a titolo definitivo al Newcastle United. Alla prima stagione diviene subito capitano, con in panchina Sam Allardyce; il successivo allenatore Kevin Keegan invece consegnerà la fascia a Michael Owen.
A gennaio 2010, durante la terza stagione con i bianconeri, dopo un girone d'andata in cui ha perso la maglia da titolare decide di cambiare squadra per non rischiare di perdere la convocazione al Mondiale sudafricano 2010.

#### Ultimi anni
Viene quindi acquistato dal Ankaragücü che milita nella Süper Lig, la massima divisione turca, diventando compagno di squadra di altri celebri giocatori come Vassell e Rothen.
A fine agosto 2010 passa al club greco del Larissa.
A pochi mesi dal suo arrivo in Grecia, il centrocampista camerunese è stato lasciato libero dal club ellenico motivando la scelta con le difficoltà di adattamento palesate dal giocatore, accolto con grande entusiasmo e finito ben presto in panchina.
Il 13 gennaio 2012 viene ingaggiato dall'Ohrid.

### Nazionale
Geremi è una delle autentiche bandiere del Camerun, oltre che uno dei giocatori più forti della storia della nazionale, simbolo, insieme a Rigobert Song, Samuel Eto'o, degli anni 2000.
Ha esordito con la maglia dei "leoni indomabili" nel 1995. Nel 2000 ha vinto la medaglia d'oro alle Olimpiadi di Sydney. Inoltre ha partecipato al campionato del mondo 2002 in Asia e a 6 edizioni della Coppa d'Africa, vincendola nel 2000 e nel 2002. Ha partecipato anche a 2 Confederations Cup, perdendo la finale nel 2003.
Nella Coppa d'Africa 2008 il Camerun si è classificato, dopo la sconfitta in finale contro l'Egitto, ma Geremi è inserito nella formazione ideale del torneo.
In nazionale vanta complessivamente 119 presenze e 13 gol.

## Statistiche

### Cronologia presenze e reti in nazionale
| Cronologia completa delle presenze e delle reti in nazionale ― Camerun | Cronologia completa delle presenze e delle reti in nazionale ― Camerun | Cronologia completa delle presenze e delle reti in nazionale ― Camerun | Cronologia completa delle presenze e delle reti in nazionale ― Camerun | Cronologia completa delle presenze e delle reti in nazionale ― Camerun | Cronologia completa delle presenze e delle reti in nazionale ― Camerun | Cronologia completa delle presenze e delle reti in nazionale ― Camerun | Cronologia completa delle presenze e delle reti in nazionale ― Camerun |
| Data                                                                   | Città                                                                  | In casa                                                                | Risultato                                                              | Ospiti                                                                 | Competizione                                                           | Reti                                                                   | Note                                                                   |
| ---------------------------------------------------------------------- | ---------------------------------------------------------------------- | ---------------------------------------------------------------------- | ---------------------------------------------------------------------- | ---------------------------------------------------------------------- | ---------------------------------------------------------------------- | ---------------------------------------------------------------------- | ---------------------------------------------------------------------- |
| 6-10-1996                                                              | Libreville                                                             | Gabon                                                                  | 0 – 0                                                                  | Camerun                                                                | Qual. Coppa d'Africa 1998                                              | -                                                                      | Uscita                                                                 |
| 10-11-1996                                                             | Lomé                                                                   | Togo                                                                   | 2 – 4                                                                  | Camerun                                                                | Qual. Mondiali 1998                                                    | -                                                                      |                                                                        |
| 13-11-1996                                                             | Curitiba                                                               | Brasile                                                                | 2 – 0                                                                  | Camerun                                                                | Amichevole                                                             | -                                                                      |                                                                        |
| 12-1-1997                                                              | Yaoundé                                                                | Camerun                                                                | 0 – 0                                                                  | Angola                                                                 | Qual. Mondiali 1998                                                    | -                                                                      |                                                                        |
| 27-4-1997                                                              | Douala                                                                 | Camerun                                                                | 2 – 0                                                                  | Togo                                                                   | Qual. Mondiali 1998                                                    | -                                                                      | 89’                                                                    |
| 8-6-1997                                                               | Luanda                                                                 | Angola                                                                 | 1 – 1                                                                  | Camerun                                                                | Qual. Mondiali 1998                                                    | -                                                                      |                                                                        |
| 22-6-1997                                                              | Yaoundé                                                                | Camerun                                                                | 2 – 2                                                                  | Gabon                                                                  | Qual. Coppa d'Africa 1998                                              | -                                                                      |                                                                        |
| 12-7-1997                                                              | Windhoek                                                               | Namibia                                                                | 0 – 1                                                                  | Camerun                                                                | Qual. Coppa d'Africa 1998                                              | -                                                                      |                                                                        |
| 27-7-1997                                                              | Douala                                                                 | Camerun                                                                | 1 – 1                                                                  | Kenya                                                                  | Qual. Mondiali 1998                                                    | -                                                                      |                                                                        |
| 17-8-1997                                                              | Harare                                                                 | Zimbabwe                                                               | 1 – 2                                                                  | Camerun                                                                | Qual. Mondiali 1998                                                    | -                                                                      |                                                                        |
| 15-11-1997                                                             | Liverpool                                                              | Inghilterra                                                            | 2 – 0                                                                  | Camerun                                                                | Amichevole                                                             | -                                                                      | 75’                                                                    |
| 22-12-1997                                                             | Il Cairo                                                               | Egitto                                                                 | 2 – 0                                                                  | Camerun                                                                | Amichevole                                                             | -                                                                      |                                                                        |
| 28-1-1998                                                              | Garoua                                                                 | Camerun                                                                | 1 – 0                                                                  | Angola                                                                 | Amichevole                                                             | -                                                                      | Ingresso                                                               |
| 11-2-1998                                                              | Ouagadougou                                                            | Guinea                                                                 | 2 – 2                                                                  | Camerun                                                                | Coppa d'Africa 1998 - 1º turno                                         | -                                                                      | 22’                                                                    |
| 15-2-1998                                                              | Ouagadougou                                                            | Camerun                                                                | 2 – 1                                                                  | Algeria                                                                | Coppa d'Africa 1998 - 1º turno                                         | -                                                                      | 74’                                                                    |
| 4-10-1998                                                              | Douala                                                                 | Camerun                                                                | 1 – 3                                                                  | Ghana                                                                  | Qual. Coppa d'Africa 2000                                              | -                                                                      | 65’                                                                    |
| 23-1-1999                                                              | Asmara                                                                 | Eritrea                                                                | 0 – 0                                                                  | Camerun                                                                | Qual. Coppa d'Africa 2000                                              | -                                                                      | 50’                                                                    |
| 28-2-1999                                                              | Yaoundé                                                                | Camerun                                                                | 1 – 0                                                                  | Mozambico                                                              | Qual. Coppa d'Africa 2000                                              | -                                                                      |                                                                        |
| 11-4-1999                                                              | Maputo                                                                 | Mozambico                                                              | 1 – 6                                                                  | Camerun                                                                | Qual. Coppa d'Africa 2000                                              | -                                                                      |                                                                        |
| 6-6-1999                                                               | Yaoundé                                                                | Camerun                                                                | 1 – 0                                                                  | Eritrea                                                                | Qual. Coppa d'Africa 2000                                              | -                                                                      |                                                                        |
| 22-1-2000                                                              | Accra                                                                  | Ghana                                                                  | 1 – 1                                                                  | Camerun                                                                | Coppa d'Africa 2000 - 1º turno                                         | -                                                                      |                                                                        |
| 28-1-2000                                                              | Accra                                                                  | Camerun                                                                | 3 – 0                                                                  | Costa d'Avorio                                                         | Coppa d'Africa 2000 - 1º turno                                         | -                                                                      | 65’                                                                    |
| 31-1-2000                                                              | Kumasi                                                                 | Camerun                                                                | 0 – 1                                                                  | Togo                                                                   | Coppa d'Africa 2000 - 1º turno                                         | -                                                                      |                                                                        |
| 6-2-2000                                                               | Accra                                                                  | Algeria                                                                | 1 – 2                                                                  | Camerun                                                                | Coppa d'Africa 2000 - Quarti di finale                                 | -                                                                      |                                                                        |
| 10-2-2000                                                              | Accra                                                                  | Camerun                                                                | 3 – 0                                                                  | Tunisia                                                                | Coppa d'Africa 2000 - Semifinale                                       | -                                                                      |                                                                        |
| 13-2-2000                                                              | Lagos                                                                  | Nigeria                                                                | 2 – 2 dts (3 – 4 dtr)                                                  | Camerun                                                                | Coppa d'Africa 2000 - Finale                                           | -                                                                      |                                                                        |
| 18-6-2000                                                              | Tripoli                                                                | Libia                                                                  | 0 – 2                                                                  | Camerun                                                                | Qual. Mondiali 2002                                                    | -                                                                      |                                                                        |
| 9-7-2000                                                               | Yaoundé                                                                | Camerun                                                                | 3 – 0                                                                  | Angola                                                                 | Qual. Mondiali 2002                                                    | -                                                                      |                                                                        |
| 4-10-2000                                                              | Saint-Denis                                                            | Francia                                                                | 1 – 1                                                                  | Camerun                                                                | Amichevole                                                             | -                                                                      |                                                                        |
| 25-2-2001                                                              | Douala                                                                 | Camerun                                                                | 1 – 0                                                                  | Zambia                                                                 | Qual. Mondiali 2002                                                    | -                                                                      |                                                                        |
| 22-4-2001                                                              | Yaoundé                                                                | Camerun                                                                | 1 – 0                                                                  | Libia                                                                  | Qual. Mondiali 2002                                                    | -                                                                      |                                                                        |
| 6-5-2001                                                               | Luanda                                                                 | Angola                                                                 | 2 – 0                                                                  | Camerun                                                                | Amichevole                                                             | -                                                                      |                                                                        |
| 31-5-2001                                                              | Ibaraki                                                                | Brasile                                                                | 2 – 0                                                                  | Camerun                                                                | Conf. Cup 2001 - 1º turno                                              | -                                                                      |                                                                        |
| 2-6-2001                                                               | Niigata                                                                | Giappone                                                               | 2 – 0                                                                  | Camerun                                                                | Conf. Cup 2001 - 1º turno                                              | -                                                                      | 55’                                                                    |
| 4-6-2001                                                               | Niigata                                                                | Camerun                                                                | 2 – 0                                                                  | Canada                                                                 | Conf. Cup 2001 - 1º turno                                              | -                                                                      |                                                                        |
| 1-7-2001                                                               | Yaoundé                                                                | Camerun                                                                | 2 – 0                                                                  | Togo                                                                   | Qual. Mondiali 2002                                                    | -                                                                      |                                                                        |
| 14-11-2001                                                             | Poznań                                                                 | Polonia                                                                | 0 – 0                                                                  | Camerun                                                                | Amichevole                                                             | -                                                                      |                                                                        |
| 7-1-2002                                                               | Ouagadougou                                                            | Burkina Faso                                                           | 1 – 3                                                                  | Camerun                                                                | Amichevole                                                             | -                                                                      | Uscita                                                                 |
| 11-1-2002                                                              | Tunisi                                                                 | Tunisia                                                                | 0 – 1                                                                  | Camerun                                                                | Amichevole                                                             | -                                                                      |                                                                        |
| 20-1-2002                                                              | Sikasso                                                                | Camerun                                                                | 1 – 0                                                                  | RD del Congo                                                           | Coppa d'Africa 2002 - 1º turno                                         | -                                                                      |                                                                        |
| 25-1-2002                                                              | Sikasso                                                                | Camerun                                                                | 1 – 0                                                                  | Costa d'Avorio                                                         | Coppa d'Africa 2002 - 1º turno                                         | -                                                                      |                                                                        |
| 29-1-2002                                                              | Sikasso                                                                | Camerun                                                                | 3 – 0                                                                  | Togo                                                                   | Coppa d'Africa 2002 - 1º turno                                         | -                                                                      |                                                                        |
| 4-2-2002                                                               | Sikasso                                                                | Egitto                                                                 | 0 – 1                                                                  | Camerun                                                                | Coppa d'Africa 2002 - Quarti di finale                                 | -                                                                      |                                                                        |
| 7-2-2002                                                               | Bamako                                                                 | Camerun                                                                | 3 – 0                                                                  | Mali                                                                   | Coppa d'Africa 2002 - Semifinale                                       | -                                                                      | 59’                                                                    |
| 10-2-2002                                                              | Bamako                                                                 | Senegal                                                                | 0 – 0 dts (2 – 3 dtr)                                                  | Camerun                                                                | Coppa d'Africa 2002 - Finale                                           | -                                                                      |                                                                        |
| 27-3-2002                                                              | Buenos Aires                                                           | Argentina                                                              | 2 – 2                                                                  | Camerun                                                                | Amichevole                                                             | -                                                                      |                                                                        |
| 17-4-2002                                                              | Vienna                                                                 | Austria                                                                | 0 – 0                                                                  | Camerun                                                                | Amichevole                                                             | -                                                                      |                                                                        |
| 26-5-2002                                                              | Kōbe                                                                   | Camerun                                                                | 2 – 2                                                                  | Inghilterra                                                            | Amichevole                                                             | 1                                                                      | 66’                                                                    |
| 1-6-2002                                                               | Niigata                                                                | Camerun                                                                | 1 – 1                                                                  | Irlanda                                                                | Mondiali 2002 - 1º turno                                               | -                                                                      |                                                                        |
| 6-6-2002                                                               | Saitama                                                                | Arabia Saudita                                                         | 0 – 1                                                                  | Camerun                                                                | Mondiali 2002 - 1º turno                                               | -                                                                      |                                                                        |
| 11-6-2002                                                              | Shizuoka                                                               | Germania                                                               | 2 – 0                                                                  | Camerun                                                                | Mondiali 2002 - 1º turno                                               | -                                                                      | 56’                                                                    |
| 11-2-2003                                                              | Châteauroux                                                            | Costa d'Avorio                                                         | 3 – 0                                                                  | Camerun                                                                | Amichevole                                                             | -                                                                      |                                                                        |
| 27-3-2003                                                              | Tunisi                                                                 | Madagascar                                                             | 0 – 2                                                                  | Camerun                                                                | Amichevole                                                             | -                                                                      |                                                                        |
| 30-3-2003                                                              | Tunisi                                                                 | Tunisia                                                                | 1 – 0                                                                  | Camerun                                                                | Amichevole                                                             | -                                                                      |                                                                        |
| 19-6-2003                                                              | Saint-Denis                                                            | Camerun                                                                | 1 – 0                                                                  | Brasile                                                                | Conf. Cup 2003 - 1º turno                                              | -                                                                      |                                                                        |
| 21-6-2003                                                              | Saint-Denis                                                            | Camerun                                                                | 1 – 0                                                                  | Turchia                                                                | Conf. Cup 2003 - 1º turno                                              | 1                                                                      |                                                                        |
| 23-6-2003                                                              | Saint-Denis                                                            | Camerun                                                                | 0 – 0                                                                  | Stati Uniti                                                            | Conf. Cup 2003 - 1º turno                                              | -                                                                      | 83’                                                                    |
| 26-6-2003                                                              | Lione                                                                  | Colombia                                                               | 0 – 1                                                                  | Camerun                                                                | Conf. Cup 2003 - Semifinale                                            | -                                                                      |                                                                        |
| 29-6-2003                                                              | Saint-Denis                                                            | Francia                                                                | 1 – 0                                                                  | Camerun                                                                | Conf. Cup 2003 - Finale                                                | -                                                                      |                                                                        |
| 19-11-2003                                                             | Ōita                                                                   | Giappone                                                               | 0 – 0                                                                  | Camerun                                                                | Amichevole                                                             | -                                                                      | 27’                                                                    |
| 25-1-2004                                                              | Susa                                                                   | Camerun                                                                | 1 – 1                                                                  | Algeria                                                                | Coppa d'Africa 2004 - 1º turno                                         | -                                                                      |                                                                        |
| 29-1-2004                                                              | Sfax                                                                   | Camerun                                                                | 5 – 3                                                                  | Zimbabwe                                                               | Coppa d'Africa 2004 - 1º turno                                         | -                                                                      | 86’                                                                    |
| 3-2-2004                                                               | Monastir                                                               | Camerun                                                                | 0 – 0                                                                  | Egitto                                                                 | Coppa d'Africa 2004 - 1º turno                                         | -                                                                      | 31’                                                                    |
| 8-2-2004                                                               | Monastir                                                               | Camerun                                                                | 1 – 2                                                                  | Nigeria                                                                | Coppa d'Africa 2004 - Quarti di finale                                 | -                                                                      |                                                                        |
| 6-6-2004                                                               | Yaoundé                                                                | Camerun                                                                | 2 – 1                                                                  | Benin                                                                  | Qual. Mondiali 2006                                                    | -                                                                      |                                                                        |
| 18-6-2004                                                              | Misurata                                                               | Libia                                                                  | 0 – 0                                                                  | Camerun                                                                | Qual. Mondiali 2006                                                    | -                                                                      |                                                                        |
| 4-7-2004                                                               | Yaoundé                                                                | Camerun                                                                | 2 – 0                                                                  | Costa d'Avorio                                                         | Qual. Mondiali 2006                                                    | -                                                                      | 90+2’                                                                  |
| 5-9-2004                                                               | Il Cairo                                                               | Egitto                                                                 | 3 – 2                                                                  | Camerun                                                                | Qual. Mondiali 2006                                                    | -                                                                      |                                                                        |
| 9-10-2004                                                              | Omdurman                                                               | Sudan                                                                  | 1 – 1                                                                  | Camerun                                                                | Qual. Mondiali 2006                                                    | -                                                                      |                                                                        |
| 17-11-2004                                                             | Lipsia                                                                 | Germania                                                               | 3 – 0                                                                  | Camerun                                                                | Amichevole                                                             | -                                                                      |                                                                        |
| 9-2-2005                                                               | Créteil                                                                | Senegal                                                                | 0 – 1                                                                  | Camerun                                                                | Amichevole                                                             | 1                                                                      |                                                                        |
| 27-3-2005                                                              | Yaoundé                                                                | Camerun                                                                | 2 – 1                                                                  | Sudan                                                                  | Qual. Mondiali 2006                                                    | 1                                                                      |                                                                        |
| 4-6-2005                                                               | Cotonou                                                                | Benin                                                                  | 1 – 4                                                                  | Camerun                                                                | Qual. Mondiali 2006                                                    | 1                                                                      | 80’                                                                    |
| 19-6-2005                                                              | Yaoundé                                                                | Camerun                                                                | 1 – 0                                                                  | Libia                                                                  | Qual. Mondiali 2006                                                    | -                                                                      |                                                                        |
| 4-9-2005                                                               | Abidjan                                                                | Costa d'Avorio                                                         | 2 – 3                                                                  | Camerun                                                                | Qual. Mondiali 2006                                                    | -                                                                      | 46’                                                                    |
| 15-11-2005                                                             | Alès                                                                   | Marocco                                                                | 0 – 0                                                                  | Camerun                                                                | Amichevole                                                             | -                                                                      | 46’                                                                    |
| 21-1-2006                                                              | Il Cairo                                                               | Camerun                                                                | 3 – 1                                                                  | Angola                                                                 | Coppa d'Africa 2006 - 1º turno                                         | -                                                                      |                                                                        |
| 25-1-2006                                                              | Il Cairo                                                               | Camerun                                                                | 2 – 0                                                                  | Togo                                                                   | Coppa d'Africa 2006 - 1º turno                                         | -                                                                      |                                                                        |
| 29-1-2006                                                              | Il Cairo                                                               | RD del Congo                                                           | 0 – 2                                                                  | Camerun                                                                | Coppa d'Africa 2006 - 1º turno                                         | 1                                                                      |                                                                        |
| 4-2-2006                                                               | Il Cairo                                                               | Costa d'Avorio                                                         | 1 – 1 dts (12 – 11 dtr)                                                | Camerun                                                                | Coppa d'Africa 2006 - Quarti di finale                                 | -                                                                      |                                                                        |
| 27-5-2006                                                              | Rotterdam                                                              | Paesi Bassi                                                            | 1 – 0                                                                  | Camerun                                                                | Amichevole                                                             | -                                                                      | cap. 45’                                                               |
| 3-9-2006                                                               | Kigali                                                                 | Ruanda                                                                 | 0 – 3                                                                  | Camerun                                                                | Qual. Coppa d'Africa 2008                                              | 1                                                                      |                                                                        |
| 7-10-2006                                                              | Yaoundé                                                                | Camerun                                                                | 3 – 0                                                                  | Guinea Equatoriale                                                     | Qual. Coppa d'Africa 2008                                              | -                                                                      |                                                                        |
| 7-2-2007                                                               | Lomé                                                                   | Togo                                                                   | 2 – 2                                                                  | Camerun                                                                | Amichevole                                                             | -                                                                      |                                                                        |
| 24-3-2007                                                              | Yaoundé                                                                | Camerun                                                                | 3 – 1                                                                  | Liberia                                                                | Qual. Coppa d'Africa 2008                                              | -                                                                      |                                                                        |
| 3-6-2007                                                               | Monrovia                                                               | Liberia                                                                | 1 – 2                                                                  | Camerun                                                                | Qual. Coppa d'Africa 2008                                              | -                                                                      |                                                                        |
| 17-6-2007                                                              | Garoua                                                                 | Camerun                                                                | 2 – 1                                                                  | Ruanda                                                                 | Qual. Coppa d'Africa 2008                                              | 1                                                                      |                                                                        |
| 9-9-2007                                                               | Malabo                                                                 | Guinea Equatoriale                                                     | 1 – 0                                                                  | Camerun                                                                | Qual. Coppa d'Africa 2008                                              | -                                                                      |                                                                        |
| 22-1-2008                                                              | Kumasi                                                                 | Camerun                                                                | 2 – 4                                                                  | Egitto                                                                 | Coppa d'Africa 2008 - 1º turno                                         | -                                                                      |                                                                        |
| 26-1-2008                                                              | Kumasi                                                                 | Zambia                                                                 | 1 – 5                                                                  | Camerun                                                                | Coppa d'Africa 2008 - 1º turno                                         | 1                                                                      |                                                                        |
| 30-1-2008                                                              | Tamale                                                                 | Camerun                                                                | 3 – 0                                                                  | Sudan                                                                  | Coppa d'Africa 2008 - 1º turno                                         | -                                                                      |                                                                        |
| 4-2-2008                                                               | Tamale                                                                 | Tunisia                                                                | 2 – 3 dts                                                              | Camerun                                                                | Coppa d'Africa 2008 - Quarti di finale                                 | 1                                                                      |                                                                        |
| 7-2-2008                                                               | Accra                                                                  | Ghana                                                                  | 0 – 1                                                                  | Camerun                                                                | Coppa d'Africa 2008 - Semifinale                                       | -                                                                      |                                                                        |
| 10-2-2008                                                              | Accra                                                                  | Camerun                                                                | 0 – 1                                                                  | Egitto                                                                 | Coppa d'Africa 2008 - Finale                                           | -                                                                      |                                                                        |
| 31-5-2008                                                              | Yaoundé                                                                | Camerun                                                                | 2 – 0                                                                  | Capo Verde                                                             | Qual. Mondiali 2010                                                    | -                                                                      |                                                                        |
| 8-6-2008                                                               | Curepipe                                                               | Mauritius                                                              | 0 – 3                                                                  | Camerun                                                                | Qual. Mondiali 2010                                                    | -                                                                      |                                                                        |
| 14-6-2008                                                              | Dar es Salaam                                                          | Tanzania                                                               | 0 – 0                                                                  | Camerun                                                                | Qual. Mondiali 2010                                                    | -                                                                      |                                                                        |
| 21-6-2008                                                              | Yaoundé                                                                | Camerun                                                                | 2 – 1                                                                  | Tanzania                                                               | Qual. Mondiali 2010                                                    | -                                                                      |                                                                        |
| 11-10-2008                                                             | Yaoundé                                                                | Camerun                                                                | 5 – 0                                                                  | Mauritius                                                              | Qual. Mondiali 2010                                                    | -                                                                      |                                                                        |
| 11-2-2009                                                              | Bondoufle                                                              | Guinea                                                                 | 1 – 3                                                                  | Camerun                                                                | Amichevole                                                             | 1                                                                      | [ 6 ]                                                                  |
| 28-3-2009                                                              | Accra                                                                  | Togo                                                                   | 1 – 0                                                                  | Camerun                                                                | Qual. Mondiali 2010                                                    | -                                                                      | 77’                                                                    |
| 7-6-2009                                                               | Yaoundé                                                                | Camerun                                                                | 0 – 0                                                                  | Marocco                                                                | Qual. Mondiali 2010                                                    | -                                                                      |                                                                        |
| 13-6-2009                                                              | Abidjan                                                                | Costa d'Avorio                                                         | 2 – 1                                                                  | Camerun                                                                | Amichevole                                                             | -                                                                      | Uscita                                                                 |
| 12-8-2009                                                              | Klagenfurt am Wörthersee                                               | Austria                                                                | 0 – 2                                                                  | Camerun                                                                | Amichevole                                                             | -                                                                      |                                                                        |
| 5-9-2009                                                               | Libreville                                                             | Gabon                                                                  | 0 – 2                                                                  | Camerun                                                                | Qual. Mondiali 2010                                                    | -                                                                      |                                                                        |
| 9-9-2009                                                               | Yaoundé                                                                | Camerun                                                                | 2 – 1                                                                  | Gabon                                                                  | Qual. Mondiali 2010                                                    | -                                                                      |                                                                        |
| 10-10-2009                                                             | Yaoundé                                                                | Camerun                                                                | 3 – 0                                                                  | Togo                                                                   | Qual. Mondiali 2010                                                    | 1                                                                      |                                                                        |
| 14-10-2009                                                             | Olhão                                                                  | Angola                                                                 | 0 – 0                                                                  | Camerun                                                                | Amichevole                                                             | -                                                                      | 46’                                                                    |
| 14-11-2009                                                             | Fes                                                                    | Marocco                                                                | 0 – 2                                                                  | Camerun                                                                | Qual. Mondiali 2010                                                    | -                                                                      | 68’                                                                    |
| 9-1-2010                                                               | Nairobi                                                                | Kenya                                                                  | 1 – 3                                                                  | Camerun                                                                | Amichevole                                                             | -                                                                      | 46’                                                                    |
| 13-1-2010                                                              | Lubango                                                                | Camerun                                                                | 0 – 1                                                                  | Gabon                                                                  | Coppa d'Africa 2010 - 1º turno                                         | -                                                                      |                                                                        |
| 17-1-2010                                                              | Lubango                                                                | Zambia                                                                 | 2 – 3                                                                  | Camerun                                                                | Coppa d'Africa 2010 - 1º turno                                         | 1                                                                      |                                                                        |
| 25-1-2010                                                              | Benguela                                                               | Egitto                                                                 | 3 – 1 dts                                                              | Camerun                                                                | Coppa d'Africa 2010 - Quarti di finale                                 | -                                                                      | 41’ 106’                                                               |
| 25-5-2010                                                              | Lienz                                                                  | Georgia                                                                | 0 – 0                                                                  | Camerun                                                                | Amichevole                                                             | -                                                                      | 46’                                                                    |
| 29-5-2010                                                              | Klagenfurt am Wörthersee                                               | Slovacchia                                                             | 1 – 1                                                                  | Camerun                                                                | Amichevole                                                             | -                                                                      | 67’                                                                    |
| 5-6-2010                                                               | Belgrado                                                               | Serbia                                                                 | 4 – 3                                                                  | Camerun                                                                | Amichevole                                                             | -                                                                      | 47’ 72’                                                                |
| 14-6-2010                                                              | Bloemfontein                                                           | Giappone                                                               | 1 – 0                                                                  | Camerun                                                                | Mondiali 2010 - 1º turno                                               | -                                                                      | 75’                                                                    |
| 19-6-2010                                                              | Pretoria                                                               | Camerun                                                                | 1 – 2                                                                  | Danimarca                                                              | Mondiali 2010 - 1º turno                                               | -                                                                      |                                                                        |
| 24-6-2010                                                              | Città del Capo                                                         | Camerun                                                                | 1 – 2                                                                  | Paesi Bassi                                                            | Mondiali 2010 - 1º turno                                               | -                                                                      |                                                                        |
| Totale                                                                 |                                                                        | Presenze (2º posto)                                                    | 119                                                                    |                                                                        | Reti                                                                   | 13                                                                     |                                                                        |

## Palmarès

### Club

#### Competizioni nazionali
- Campionato camerunese: 1

Racing Boussafam: 1995
- Coppa del Camerun: 1

Racing Boussafam: 1996
- Campionato spagnolo: 1

Real Madrid: 2000-2001
- Supercoppa di Spagna: 1

Real Madrid: 2001
- Coppa di Lega inglese: 2

Chelsea: 2004-2005, 2006-2007
- Campionato inglese: 2

Chelsea: 2004-2005, 2005-2006
- Community Shield: 1

Chelsea: 2005
- Coppa d'Inghilterra: 1

Chelsea: 2006-2007

#### Competizioni internazionali
- UEFA Champions League: 2

Real Madrid: 1999-2000, 2001-2002

### Nazionale
- Coppa d'Africa: 2

Ghana-Nigeria 2000, Mali 2002
- Oro olimpico: 1

Sydney 2000